# 懐かしい月は新しい月 〜Coupling & Remix works〜
『懐かしい月は新しい月 〜Coupling & Remix works〜』（なつかしいつきはあたらしいつき 〜カップリング・アンド・リミックスワークス〜）は、日本のロックバンド・サカナクションのコンピレーション・アルバム。ビクターエンタテイメントより2015年8月5日に発売された。なお、配信サービスでは1枚目を『月の波形 ～Coupling & Unreleased works～』、2枚目を『月の変容 ～Remix works～』としている。

## 概要
一部では「裏ベスト」とも称される本アルバムは、これまでリリースされた10枚のシングルに収録されたカップリング楽曲や未発表音源などを収録した『月の波形 ～Coupling & Unreleased works～』と、様々なアーティストによるリミックス楽曲を収録した『月の変容 ～Remix works～』の2枚組である。
また、初回限定盤には、ドキュメンタリー映像作品『月の景色 ～Documentary of "GO TO THE FUTURE (2006 ver.) " & MUSIC VIDEOS～』が封入される。規格はDVD・Blu-rayの2種類があり、購入時選択することができる。
カバー外装は、前作「さよならはエモーション/蓮の花」『sakanaction』に続き、kamikene（hatos）が担当している。外装は、タイトルにちなんで「月」をメインビジュアルに置いたインパクトのある幻想的な作品となっている。
また、初回限定盤のディスクジャケットには、2015年7月までに発表された楽曲の相関図を記したブロック図がデザインされている。ただし、その図に記された字は極めて小さいので、バンドのロゴマークがデザインされた付属のルーペを使わなければならない。これは、そうして図を見ることによってサカナクションの楽曲の関係を旅し、新たな体験とともに再度サカナクションの足跡を辿ることができ、これからの展開をも楽しめるといった意図が込められている。
特典として、全形態に2015年10月3日より開催されたライブツアー「SAKANAQUARIUM 2015-2016 "NF Records launch tour"」のチケットWEB抽選先行予約用シリアルナンバーが封入される。タワーレコード、TSUTAYA、HMV、などの店舗でアルバムを購入した場合、イベントの応募抽選権が先着で配布される。

## 背景、コンセプト

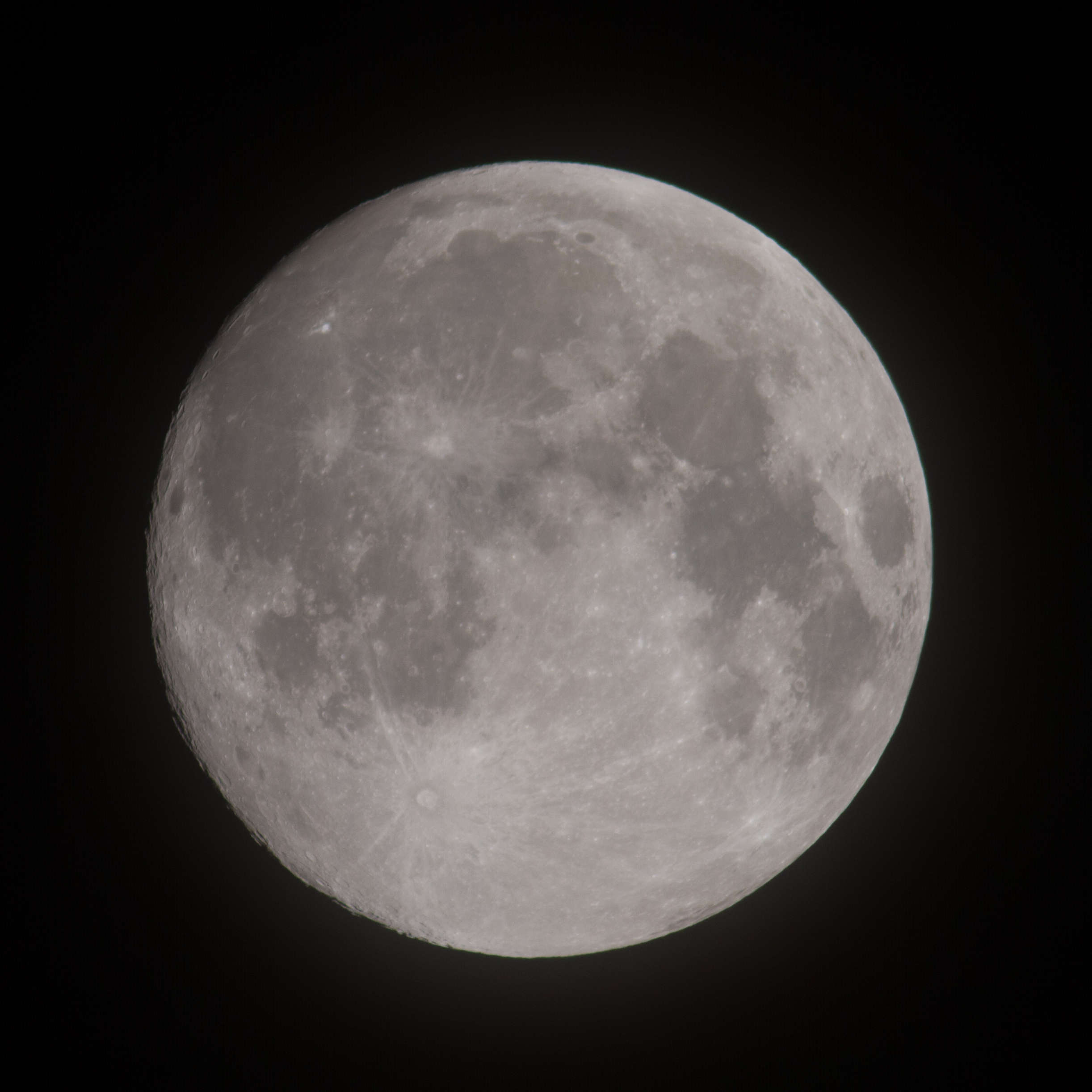
曲集のタイトルにも出てきている月。コンセプト・アルバムと言える様な点はここからきている。

「リスナーと共に過去の作品を改めて再解釈し新たなバンドのストーリーを作り出す」というテーマを具現化した作品である。タイトルには、随所に「月」という単語が使われ、作中では随所に月を感じられる作品となっている。
バンドの代表曲を「太陽」ととらえ、今までの活動上、表向きは隠れながらもバンドの表現活動を支えてきたそれぞれのカップリング曲、リミックス曲を「月」と例えたことから『懐かしい月は新しい月』というタイトルに決定した。
「月」というワードを用いるにあたって、山口は以下のように述べている。
| 「                                               | …… なぜこのタイトルにしたかというと、僕の曲の中には、"月" をテーマにして書く曲が多かったので、月というのは僕にとって特別な存在なんですね。曲を月と例え、懐かしい曲は新しい曲……昔の曲を振り返ることで新しく感じるんじゃないかと。それを「月」に変えて『懐かしい月は新しい月』とさせていただきました。 | 」 |
| —山口一郎（SCHOOL OF LOCK!『サカナLOCKS!』より） | |    |

アルバムの発表前、2015年1月3日にメンバー・草刈愛美の妊娠を発表。その間、バンドはライブ活動を休止、それまでに本アルバム、およびシングル「新宝島」の制作と後のライブ「SAKANAQUARIUM2015-2016」の練習などを行っていた。
2015年6月11日に草刈が第1子を出産し、共にミュージックビデオの撮影など、バンド活動を再開した。6月19日に本アルバムを正式に発表。また、同時に『kikUUiki』『DocumentaLy』『sakanaction』のアナログ盤も発表された。
特典アルバムの収録やオーガナイズパーティー「NIGHT FISHING」を7月3日に東京・恵比寿で開催。イベント当日には、本アルバムの詳細が発表され、アルバムの全貌が明らかになった。

## 評価

### 評論家による評論
| 専門評論家によるレビュー | 専門評論家によるレビュー |
| レビュー・スコア         | レビュー・スコア         |
| 出典                     | 評価                     |
| ------------------------ | ------------------------ |
| 『ROCKIN'ON JAPAN』      | 肯定的                   |
| 『MUSICA』               | 肯定的                   |
| 『EMTG MUSIC』           | 肯定的                   |

本アルバムは、音楽評論家からの評価を得ている。
- 音楽雑誌『ROCKIN'ON JAPAN』のレビュアー・遠藤利明は「今回の企画でバンドの音楽性を内向きと外向きの双方で確認し、それを確認し未来へ進もうとしている」と、バンドのこれからとタイトルの「新しい月」に対しての関連性を肯定的に評価している[25]。
- 音楽雑誌『MUSICA』では、小野島大・池上麻衣・佐久間トーポの3人から、共に肯定的な評価を受けている[26]。
  - 小野島は「サカナクションの音楽の核が山口の歌にあるのは確かだとしても、その度にアップデートしていくのがサカナクションの形。リミックスは、それを端的に表している。とくに外部のリミキサーによる新鮮な視点は世界を大きく広げる。……そして、本作の音の良さにも特筆ものだ。マスタリング担当の砂原良徳の仕事に拍手を」などと、リミックス盤『月の変容 ～Remix works～』や『月の波形 ～Coupling & Unreleased works～』の11曲目から14曲目に渡って収録されているリミックス作品を素晴らしいと評している。
  - 池上は「カップリングやリミックスワーク自体に実験的な意思はあまりなかっただろうし、表題に対してカップリングは割と自由に作っていたように見えていたが、こう紐解いていくと慎重に、明確な意思と戦略をもって推し進めてきたかその地層と歴史が見える。サカナクションのひとつのフェーズを総括するのに最適な1枚」と、カップリングを改めて批評。コンセプトを理解した批評を成した。
  - 放送作家でもある佐久間トーポは「（リミックス集の良さは）改めて彼らの楽曲の強度、そしてクオリティの高さを思い知った。……メンバーによるセルフリミックスも、それぞれの立場が透けて見えるようで興味深い」と、リミックスの完成度の高さをなどを評価している[26]。
- 『EMTG MUSIC』の平山雄一は「おそらく山口は "音楽の変容" を、このコンセプチャルなアルバムで伝えたかったのではないかと思う。……"月の変容" は、リミックスされることで曲の持つ "もうひとつの顔" があぶり出されてくることの重要性をはっきり伝えてくれる。……"月の波形" は、持たせる意味合いをサカナクションには明確なテーマがある。シングル・タイトル曲には、タイアップも含めて戦略的な意味を持たせ、カップリングではその時点でのバンドの表現欲を最優先させる。実はこの2つが合わさって、サカナクションのシングルは完結する。……タイトル曲は "社会性" であり、カップリングは "個性" なのだ。この2つを同時に出すことで、サカナクションはアルバムとは違う時代性を切り取ってきた」と、バンドの独自性などを細かに評価している[27]。

### チャート成績
2015年8月4日付のオリコン週間アルバムランキングでは、2位と好成績を獲得した。続いてCDアルバム売上レポート（8月3日 - 8月5日）では首位を獲得し、混戦模様のアルバムチャートから頭一つ抜け出した形で売り上げを伸ばした結果となった。その後、週間オリコンアルバムのランキングでは初登場5位を獲得（ROCKアルバム部門では1位であった）。
また、Billboard JAPAN「Hot 100」では、初登場2位といった、速報での予想とは違った形でのランクインとなった。一方、iTunes Storeでの週間アルバムランキングでは『月の波形 ～Coupling & Unreleased works～』が初登場2位、『月の変容 ～Remix works～』が初登場12位を獲得。

## メディア
本アルバムのリリースに伴い、山口へのインタビューが多数行われた。

### 雑誌・新聞
- 雑誌掲載では、音楽雑誌『MUSICA』8月号（創刊100号）では、表紙巻頭として山口が掲載[15]。同誌には、インタビューも掲載された[7][29]。
- 新聞掲載においては、8月8日付の北海道新聞に山口へのインタビューが掲載された。

### テレビ
- 日本テレビ系列『ZIP!』にて、7月31日・8月7日に本アルバムや「新宝島」に関するインタビューが放送された[30][31]。
- 7月26日に放送されたフジテレビ系列『魁!音楽の時間』において、山口へのインタビューがなされた。
- 『めざましテレビ』8月6日放送分では、山口が東京湾で釣りをするなどの密着される姿と、後述の「years」ミュージックビデオについて語った[31]。

### ラジオ
- エフエム北海道『Sparkle Sparkler』において、8月7日に山口へのインタビューが放送された[32]。同日には、FM NORTH WAVE『GROOVIN' MODE』においてもインタビューが放送された[32]。
- 2015年8月4日のZIP-FM『BEATNIK JUNCTION』生放送に出演し、インタビューに答えた[32][33]。
- FM802では、8月4日に『ROCK KIDS 802 -OCHIKEN Goes ON!』に出演し[32]、翌日5日には『THE NAKAJIMA HIROTO SHOW 802 RADIO MASTERS』に出演し、インタビューに応答した[32]。
- CROSS FM『SWITCH!!』8月6日放送分にて、山口はインタビューに答えた[32]。
- 8月6日のFM福岡『Hyper Night Program GOW!!』の公開収録に出演し、インタビューに山口が答えた[32]。
- ラブエフエム国際放送『music × serendipity』8月6日放送分の生放送に参加し、インタビューに答えた[32]。

これらのほか、多数のFM局の番組にゲスト出演をし、インタビューに答えている。

## 発売日一覧
| 国   | 発売元                     | 発売日        | 規格                                                            | 規格品番                       |
| ---- | -------------------------- | ------------- | --------------------------------------------------------------- | ------------------------------ |
| 日本 | ビクターエンタテインメント | 2015年8月5日  | アルバム - 2CD - 2CD/DVD - 2CD/Blu-ray - デジタル・ダウンロード | VICL-64337/8 VIZL-813 VIZL-814 |
| 日本 | ビクターエンタテインメント | 2015年8月22日 | CDレンタル                                                      | VICL-64337/8                   |
| 韓国 | J-BOX Entertainment        | 2015年9月5日  | デジタル・ダウンロード                                          | N/A                            |
| 台湾 | ロックレコード             | 2015年9月18日 | アルバム - 2CD                                                  | GUT2498.4                      |

## 収録内容
全作詞・作曲：山口一郎／編曲：サカナクション（特記以外）

### 月の波形 ～Coupling & Unreleased works～
1. ホーリーダンス [5:14]
3rdシングル「アイデンティティ」に収録。
2. Ame(A) [3:31]
1stシングル「セントレイ」に収録。
3. multiple exposure [5:21]
7thシングル「夜の踊り子」に収録。
4. years [4:23]
5thシングル「『バッハの旋律を夜に聴いたせいです。』」に収録。
5. 映画 (コンテ 2012/11/16 17:24) [5:06]
8thシングル「ミュージック」に収録。バイノーラル音源。
6. スローモーション [5:19]
4thシングル「ルーキー」に収録。
7. もどかしい日々 [5:05]
1stシングル「セントレイ」に収録。
8. スプーンと汗 [3:20]
2ndシングル「アルクアラウンド」に収録。
9. ネプトゥーヌス [6:02] 
6thシングル「僕と花」に収録。
山口の自宅で行われた星野源とのセッションの際のフレーズを元にし、制作された楽曲。
10. montage [6:14]
4thシングル「ルーキー」に収録。
11. ナイトフィッシングイズグッド (Iw_Remix) [6:03]
メンバーの岩寺基晴によるリミックス作品（初収録）[7][9][10][11]。
12. ミュージック (Ej_Remix) [5:21]
メンバーの江島啓一によるリミックス作品（初収録）[7][9][10][11]。
13. アイデンティティ (Ks_Remix) [5:24]
メンバーの草刈愛美によるリミックス作品（初収録）[7][9][10][11]。
14. GO TO THE FUTURE (2006 ver.) [3:36]
正式な音源リリース以前に制作された、山口と岩寺の2名による弾き語りデモ音源。ライブハウスにて録音された[10][11]。初回限定盤に付属する『月の景色 ～Documentary of "GO TO THE FUTURE (2006 ver.)" & MUSIC VIDEOS～』には、映像が収録されている（後述）。

### 月の変容 ～Remix works～
1. グッドバイ (NEXT WORLD REMIX) [5:35]
青木孝允によるリミックス。
NHKスペシャル『NEXT WORLD 私たちの未来』内で初披露された作品。この作品は当初前述の番組の為にリミックスされたもの[7][9][10][11]。（初収録）
2. Ame(B) –SAKANATRIBE × ATM version- [8:12]
10thシングル「さよならはエモーション/蓮の花」に収録。
青木孝允によるリミックス。
2014年に行われた全国ツアー「SAKANAQUARIUM 2014 "SAKANATRIBE"」にて披露された「Ame(B) -SAKANATRIBE MIX-」のリミックス作品。
3. ルーキー (Takkyu Ishino Remix) [6:45]
石野卓球によるリミックス。
6thシングル「僕と花」に収録。
4. 三日月サンセット (FPM EVERLUST MIX) [6:08]
Fantastic Plastic Machine（現・FPM）によるリミックス。
リミックス・アルバム『REMIXion』に収録。
5. ライトダンス YSST Remix 2015
砂原良徳によるリミックス。
5thシングル「『バッハの旋律を夜に聴いたせいです。』」に収録。
6. 映画 (AOKI takamasa Remix) [5:06]
青木孝允によるリミックス。
9thシングル「グッドバイ/ユリイカ」に収録。
7. サンプル (cosmic version) [8:15]
Kuniyuki Takahashiによるリミックス。
リミックス・アルバム『REMIXion』に収録。
8. さよならはエモーション (Qrion Remix) [3:58]
Qrionによるリミックス。
本アルバムのために録り下ろされた[9]。
電子音楽ながら、繊細なタッチを持ちオリジナル楽曲の歌の強さも表現している[7]。
9. YES NO (AOKI takamasa Remix) [4:22]
青木孝允によるリミックス。
3rdシングル「アイデンティティ」に収録。
10. 夜の踊り子 (agraph Remix) [5:52]
agraphによるリミックス。　　
本アルバムのために録り下ろされた[9]。
荘厳かつ、フラメンコのような美しい電子音楽に生まれ変わっている作品[7]。
11. ミュージック (Cornelius Remix) [5:47]
小山田圭吾によるリミックス。　
10thシングル「さよならはエモーション/蓮の花」に収録。
12. ネイティブダンサー (rei harakami へっぽこre-arrange) [6:09]
rei harakamiによるリミックス。
2ndシングル「アルクアラウンド」に収録。

### 月の景色 ～Documentary of "GO TO THE FUTURE (2006 ver.)" & MUSIC VIDEOS～
初回限定盤のみに付属するドキュメンタリー映像作品。2015年7月時点での最新映像を収録している。カップリング曲ながら名曲と名高い楽曲が、各クリエイターの独自の視点から映像作品化されている。
1. Documentary of "GO TO THE FUTURE (2006 ver.)" [2:52]
山口と岩寺の2人が、バンドの原点の地・北海道札幌市を巡る旅と、当時の関係者へのインタビューが収録されている。終盤では2曲目に収録されているスタジオでの再現までの成り行きが捉えられている[37][38]。
2. "GO TO THE FUTURE (2006 ver.)" binaural recording [3:09]
2006年盤として収録された「GO TO THE FUTURE」の収録を、当時録音したスタジオで再現した模様が記録されている。固定カメラの映像にバイノーラル音声で収録したパフォーマンス映像が収録されている[7][10][11][37][38]。

1. 「years」MUSIC VIDEO [4:24]
映像クリエイター・山田智和によって手がけられたミュージックビデオ[7][10][39][40]。音源のリリースから、4年の歳月を経て映像化となった[39][40]。
ミュージックビデオのテーマは「都市の感情」[40]。東日本大震災直後の「不安」を描写している曲に対し、4年経った当時の人々の感情を映像化している[40]。映像内容は、白い生地のようなものを少女が両手に持ち、風に棚引かせ駆け抜けていく姿を写し、東京駅をはじめとした東京の「都市」の姿を映している[39]。

1. 「スローモーション」MUSIC VIDEO [5:27]
写真家・奥山由之によって手がけられたミュージックビデオ[41][42]。「years」同様、4年の歳月を経て映像化された[41][41]。奥山は、バンドのオーガナイズパーティー「NIGHT FISHING」にも出演していた[41]。映像内容は、レトロチックに8ミリフィルムで撮影され、昭和の雰囲気を醸し出す作品となっている[41][42]。
架空の深夜番組『スローモーション』内で、少女と奇妙な怪物たちが不可解な謎の実験をし、時に突如、楽曲に合わせたキレキレのダンスやカオティックなバンドパフォーマンスといった内容が収録されている。この世界観は、独自の着想から描き出されたシュールな映像美となっている[41][42]。
昭和を醸し出す衣装は、ファッションブランド・ダリオの2015年秋・冬モデルである[43]。

1. 「ホーリーダンス」MUSIC VIDEO [5:23]
山口による初映像監督作品[9][44]。バンドには「釣り」をテーマにした楽曲が多いが、本ビデオは山口が「曲が出来ず、釣りに行けない苦しみ」を風刺した作品となっている。
映像内容は、山口の妄想を映像化したような独自性のある作品となっている。奇妙なダンスを踊る3人の制服を着た女子校生ダンサー、同じくハイファッションかつコンテンポラリーが融合したダンスを繰り出す黒いドレスを着た女性ダンサーに加え、身動きをしないヘッドフォンを装着した無数のリスナー、そんな奇妙な人物たちに加え、山口が放つ釣竿の美しい放物線を抑えた映像など多く芸術的描写を収めている[44]。

1. 「ユリイカ (minimal demo)」MUSIC VIDEO [5:37]
制作過程の中で生まれた、よりミニマルなバージョンの「ユリイカ」が記録されている[7]。映像は、以前「グッドバイ/ユリイカ」リリースの際に公開された映像と同様のものが収録されている。監督は山口保幸。作品の解説は「グッドバイ/ユリイカ」参照。